# Rock Garden de Chandigarh

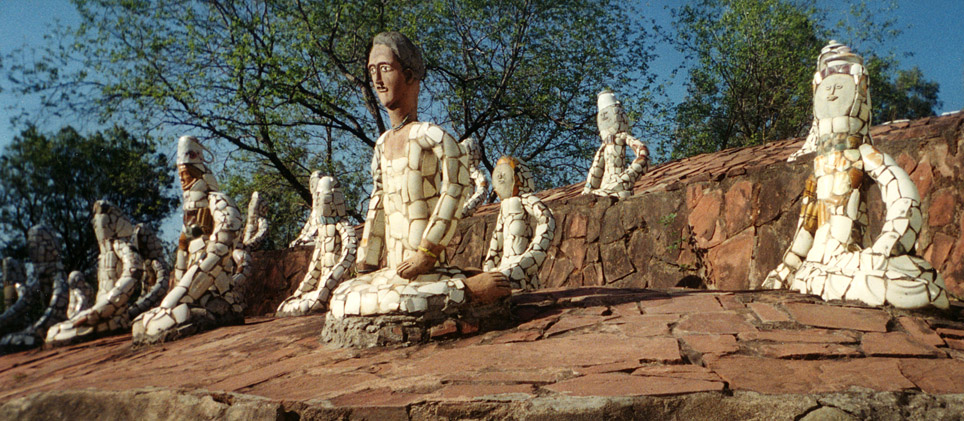
Nek Chand Rock Garden famoso por sus esculturas de cerámica reciclada

El Rock Garden o Rock Garden de Chandigarh es un jardín de esculturas situado en la ciudad de Chandigarh, India, también conocido como Nek Chand Rock Garden por su creador Nek Chand, un oficial del gobierno indio que comenzó en 1957 a construir el jardín en su tiempo libre, utilizando residuos industriales, del hogar y otros artículos de desecho que reciclaba para dar forma al jardín y crear sus esculturas. Chand tuvo que mantener en secreto su trabajo, pues las tierras en las que decidió crear su jardín formaban parte de una reserva natural. 
En 1975, las autoridades indias descubrieron el trabajo que Nek Chand había desarrollado durante dieciocho años. El jardín tenía entonces una extensión aproximada de cinco hectáreas. Las autoridades indias decidieron permitir que Chand continuase con su trabajo y abrieron el jardín al público en 1976. En la actualidad, el Rock Garden ha alcanzado una superficie aproximada de dieciséis hectáreas y recibe alrededor de cinco mil visitantes diarios.
El Rock Garden está situado cerca del lago Sukhna. Se compone de cascadas artificiales interconectadas y muchas otras esculturas que se han hecho con chatarra y otros tipos de residuos (botellas, gafas, pulseras, azulejos, ollas de cerámica, fregaderos, residuos de aparatos eléctricos, etc) colocados en las paredes de los corredores.
Esta creación apareció en un sello indio de 1983.

## Galería de imágenes

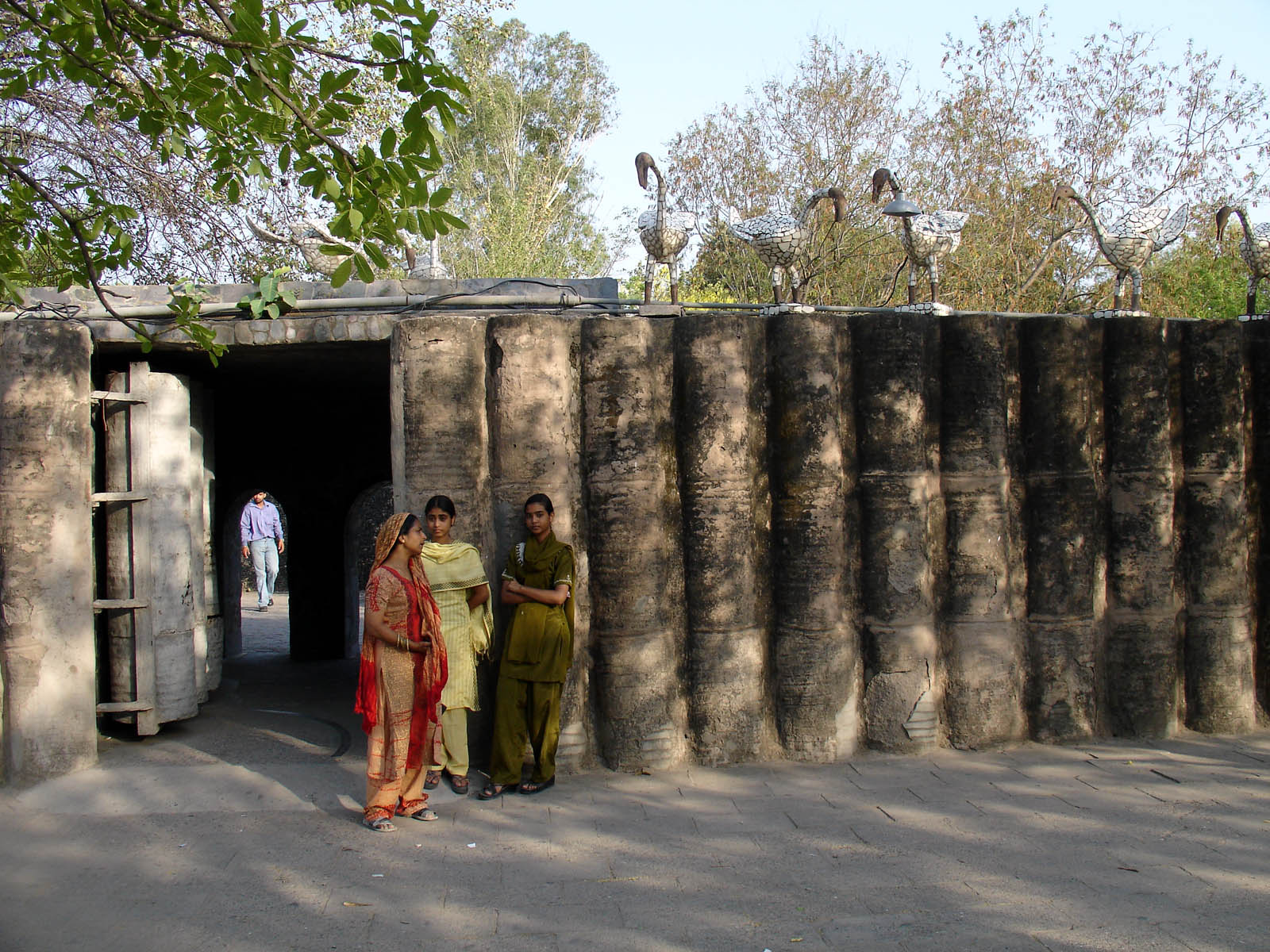
Entrada
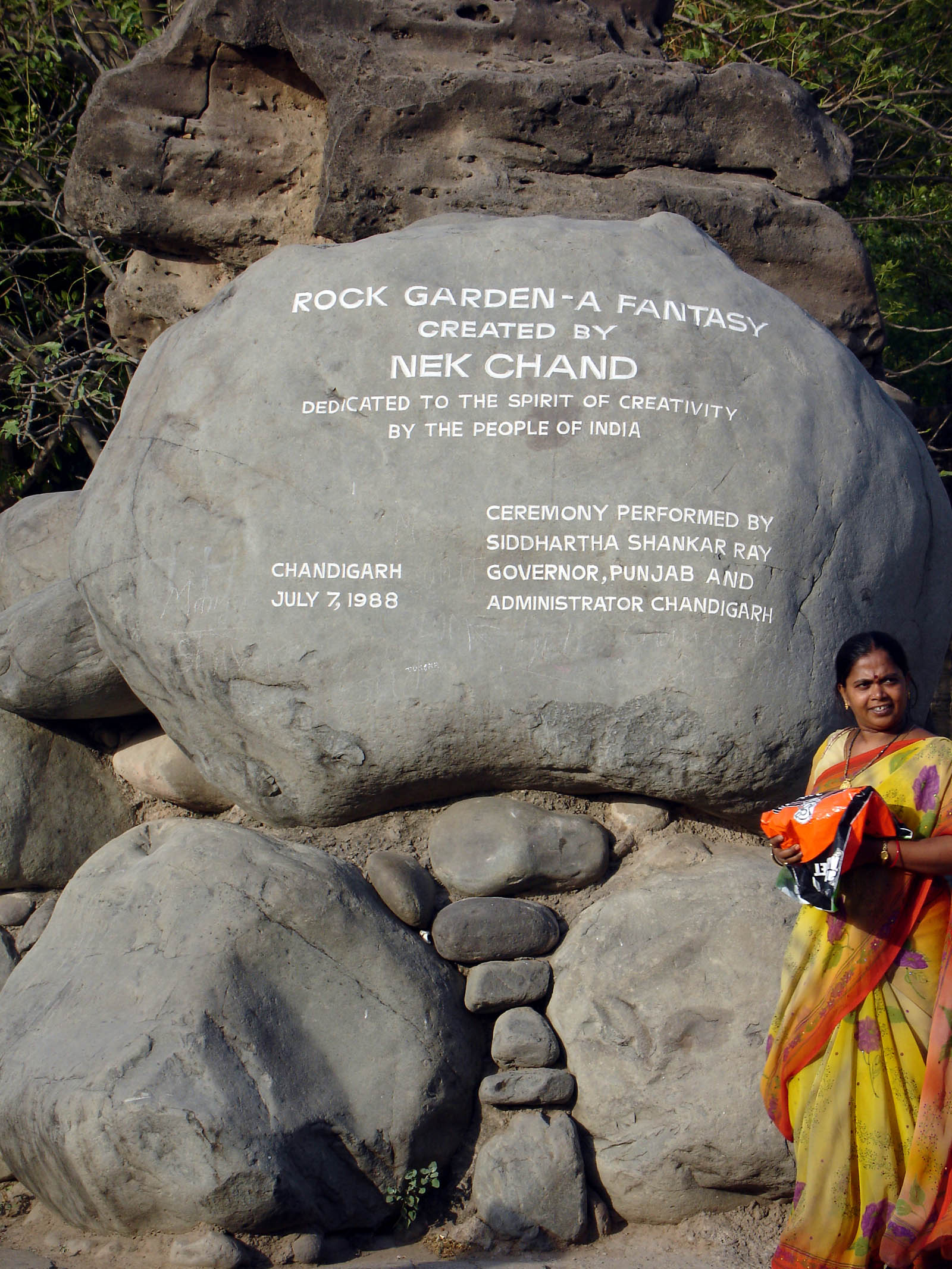
Día de los Caídos dedicación, 7 de julio de 1988.
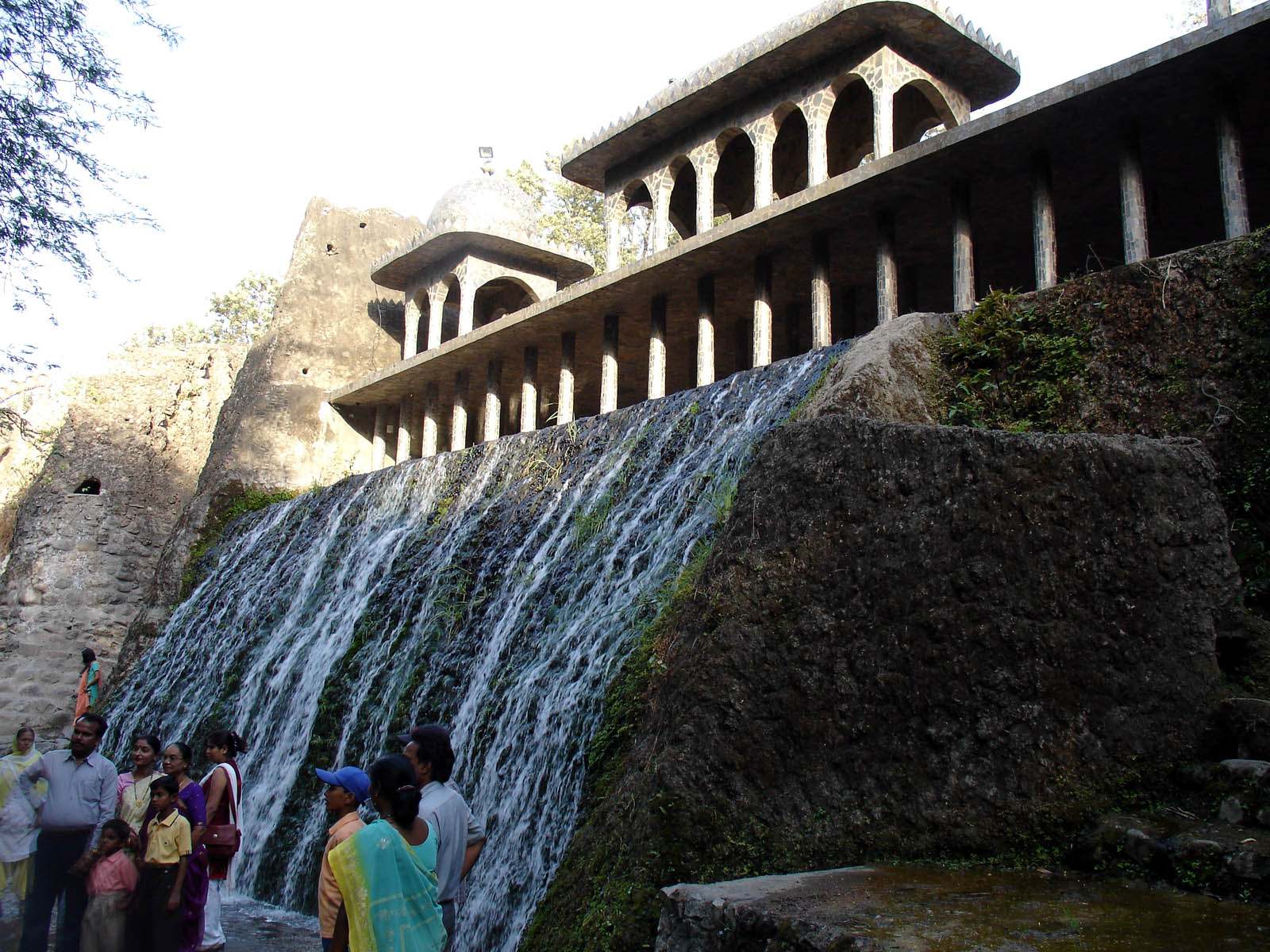
Rock Garden, de Chandigarh.
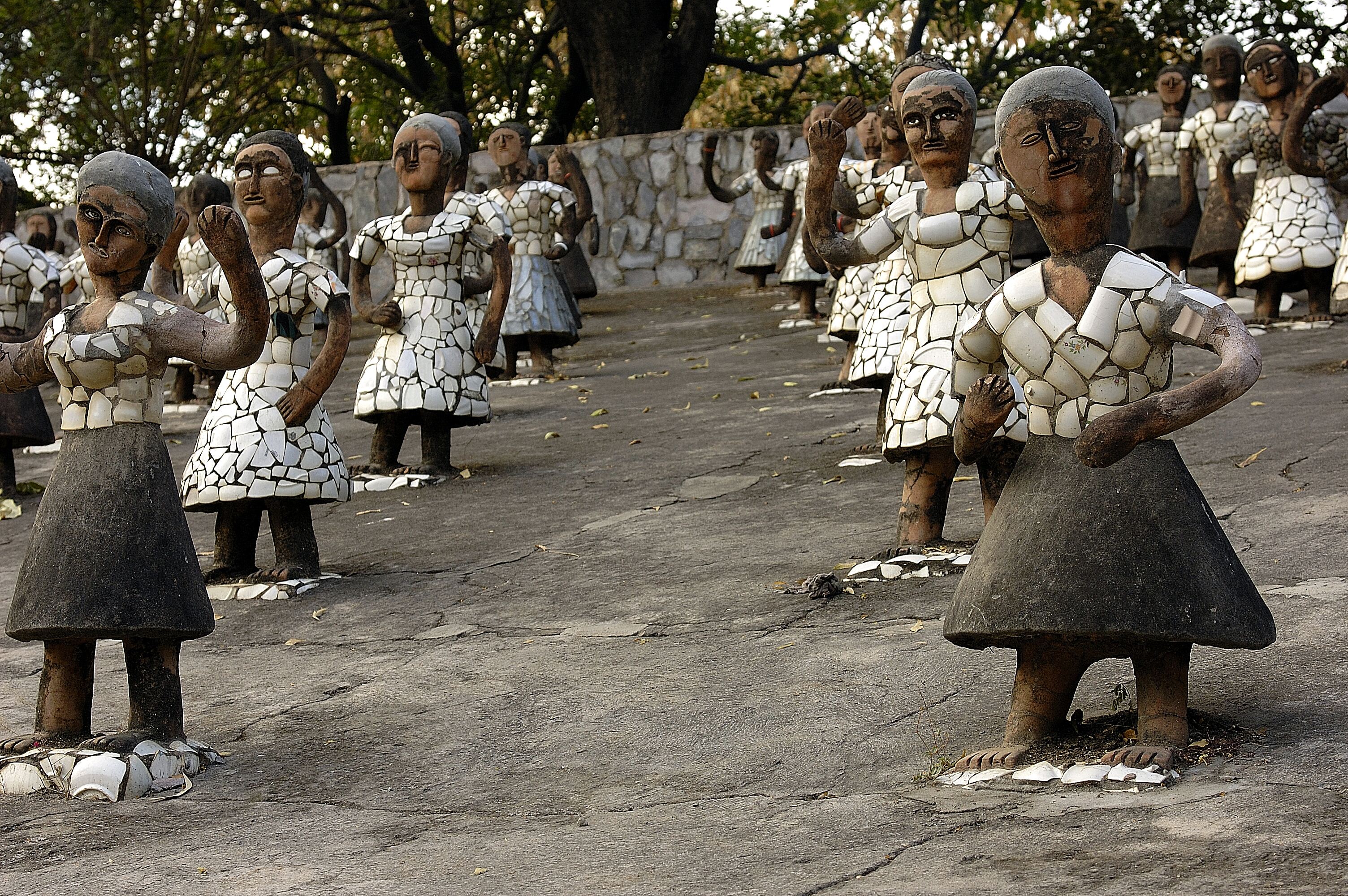
Bailarinas en Rock Garden, de Chandigarh.
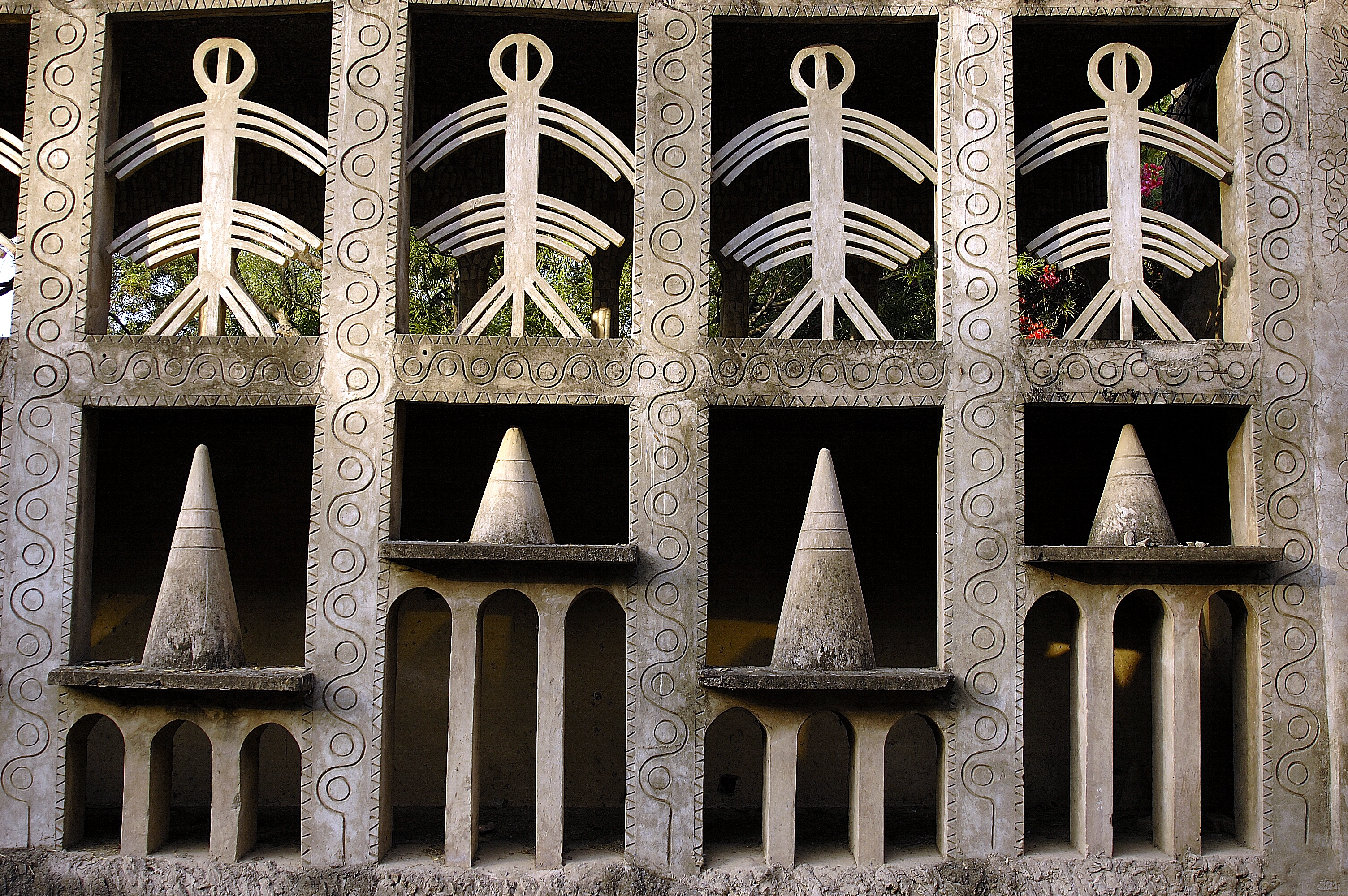
Muros decorados en el Rock Garden.

## Nota
1. ↑  Nek Chand Rock Garden  Sublimes espacios y mundos visionarios: los entornos construidos de artistas vernáculos , por Leslie Umberger, Erika Lee Doss, Ruth DeYoung Kohler (CON), Lisa Stone (CON), Jane Bianco (CON). Publicado por Princeton Architectural Press, 2007. ISBN 1-56898-728-5. Page 319-Page 322.
2. ↑  «Nek Chand's Rock Garden Nek Chand's Rock Garden». Archivado desde el original el 15 de junio de 2011. Consultado el 4 de agosto de 2011.